# Vaga
Vaga (rusky Вага) je řeka ve Vologdské a v Archangelské oblasti v Rusku. Je dlouhá 575 km. Povodí řeky je 44 800 km².

## Průběh toku
Pramení uprostřed bažin a protéká lesnatou krajinou. Ústí do Severní Dviny jako její největší levý přítok.

### Přítoky
- zleva – Vel, Puja, Padenga, Leď, Suma, Nělenga
- zprava – Kuloj, Usťja, Šenga

## Vodní režim
Průměrný roční průtok vody u vesnice Šegovary činí 384 m³/s. Zamrzá v polovině listopadu a rozmrzá na konci dubna

## Využití
Je splavná pro vodáky. Při vysokém stavu vody je možná vodní doprava od Velsku. Hlavní přístavy jsou Velsk a Šenkursk.

## Historie osídlení
Řeka Vaga a její přítoky hrály klíčovou roli při osidlování této oblasti. Pobřežní lesy a vodní cesty poskytovaly první obyvatelům přirozené podmínky pro život a obživu. Vaga se stala důležitým faktorem při expanzi Slovanů do horního toku řeky, kde postupně vznikala nová osídlení.
V raném středověku byla Vaga součástí obchodní cesty, kterou využívali novgorodští kupci při cestách k Bílému moři přes Severní Dvinu. Význam řeky potvrzují archeologické nálezy z Novgorodu. V roce 1999 byly při vykopávkách na Tроickém nalezišti objeveny dřevěné pečetní válce, které nesly nápisy odkazující na Vagu a osadu Usť-Vaga.
Jeden z těchto předmětů (válec č. 19), pocházející z konce 11. a počátku 12. století, obsahoval nápis „Oustě Vagy. Měšec měčnika – 3 hřivny“. Z toho vyplývá, že Ust-Vaga byla místem výběru daní a že částka tří hřiven se vztahovala na obsah měšce určitého měčnika (ozbrojence). Další pečetní válec (č. 30) nesl záznam o výběru úroků z dvou hřiven a také uváděl jméno „Vaga“.
Další důkaz historického významu Vagy přinesl objev z roku 1980 v Novgorodu. Při vykopávkách na Trоickém nalezišti byla pod vrstvou dláždění ulice Černicyna ze druhé poloviny 11. století nalezena dřevěná destička s nápisem „USTIEVAK…“. Podle lingvistické analýzy A. A. Zalizňaka bylo slovo napsáno osobou, která měla buď baltskofinské jazykové pozadí, nebo byla poruštěným Karelem.
Na břehu řeky Vaga existoval také významný klášter, známý jako Važský monastýr. Byl založen ve středověku, ale v roce 1764 byl zrušen. Jeho pozůstatky se nacházejí poblíž dnešní vesnice Korbala v Šenkurském rajónu.